# 19 Korpus Armijny (Imperium Rosyjskie)
19 Korpus Armijny (ros. 19-й армейский корпус) – korpus Armii Imperium Rosyjskiego.
Korpus wchodził w skład i stacjonował na terenie Warszawskiego Okręgu Wojskowego.
Sztab w Brześciu Litewskim. Rozformowany na początku 1918.

## Struktura organizacyjna
Organizacja w 1914
- Dowództwo 19 Korpusu Armijnego w Brześciu
- 17 Dywizja Piechoty w Chełmie
- 38 Dywizja Piechoty w Brześciu
- 7 Dywizja Kawalerii we Włodzimierzu
- 1 Dywizja Kozaków Dońskich w Zamościu
- 19 dywizjon haubic w Białej Podlaskiej
- 2 dywizjon artylerii ciężkiej w Białej Podlaskiej
- 19 batalion saperów w Brześciu

## Podporządkowanie
- 5 Armii (2 sierpnia 1914 – 7 stycznia 1915)
- 1 Armii (17 lutego – 20 kwietnia 1915)
- 5 Armii (8 czerwca 1916 – grudzień 1917)

## Dowódcy korpusu
- gen. piechoty W. Gorbatowskij (maj 1914 – czerwiec 1915)
- gen. lejtnant D. A. Dołgow (czerwiec – listopad 1915)
- gen. lejtnant A. A. Wiesiełowskij (koniec 1916 – kwiecień 1917)
- gen. lejtnant W. W. Antipow (od kwietnia 1917)